# Аграрна революція
Агра́рна револю́ція — зміни в господарському та суспільному житті людства, викликані появою аграрного (сільського) господарства (тваринництва і землеробства) та переходом від привласнюючого до відтворюючого типу економіки. Аграрна революція сприяла також народженню ремесел та торгівлі. За часом, коли вона відбувалася, аграрну революцію часто називають неолітичною.
Аграрною революцією або ж аграрним переворотом іменують також зміни в сільському господарстві у XVIII—XIX сторіччях, основним змістом яких є встановлення капіталістичних виробничих відносин. Внаслідок аграрного перевороту відбувається перехід від переважно натурального до товарного виробництва; дрібні селянські господарства ліквідуються, земля зосереджується у великих землевласників; запроваджується наймана праця.